# シミー・ディスク
シミー・ディスク（Shimmy Disc、ロゴ表記では「Shimmy-Disc」）は、1987年にマーク・クレイマーによって設立された、影響力を持ったニューヨークを拠点とするインディペンデント・レコード・レーベルである。ニッティング・ファクトリーに売却される前は、ボングウォーター、ダニエル・ジョンストン、フライ・アシュトレイ、ギャラクシー500、キング・ミサイル、ボアダムス、ルインズ、ウィーン、GWAR、The Semibeings、When People Were Shorter and Lived Near the Water、Uncle Wigglyを含むミュージシャンたちの活動を、大いなる聴衆に提供する責任を負っていた。レーベルは様々なアーティストをフィーチャーした『Rutles Highway Revisited (A Tribute To The Rutles)』などのコンピレーション・アルバムをリリースし、ペイルフェイス (Paleface)などの新しいアーティストも紹介していった。
2020年、クレイマーはジョイフル・ノイズ・レコーディングスと提携し、ザン・タイラーとクレイマーのプロジェクト「Let It Come Down」のデビュー・アルバム『Songs We Sang In Our Dreams』を最初のリリースとして、シミー・ディスク・レーベルを復活させた。

## Shimmy Disc Video Compilation V.1
『Shimmy Disc Video Compilation V.1』は、GWARをフィーチャーした最初の公式ビデオ・リリースであった。このコンピレーション映像集には、シミー・ディスク・レーベルの他のいくつかのバンドも含まれていた。

### 収録曲
1. Lesbians of Russia (ボングウォーター)
2. Jimmy (ボングウォーター)
3. The Box (キング・ミサイル)
4. Take Stuff from Work (キング・ミサイル)
5. Dominique (When People Were Shorter and Lived Near the Water)
6. This Guy's in Love (When People Were Shorter and Lived Near the Water)
7. Bird (B.A.L.L.)
8. Out of the Blue (B.A.L.L.)
9. Tugboat (ギャラクシー500)
10. Hymn (テューリ・カプファバーグ)
11. Maybe (スポンジヘッド)
12. Hot Dog (マイケル・カダヒー)
13. Shaft (ヴェルヴェット・モンキーズ)
14. Rock Party (ヴェルヴェット・モンキーズ)
15. Sex Gorilla (ドッグボウル)
16. Daytime (ドッグボウル)
17. What Makes Donna Twirl? (ミジェット・プラネッツ)
18. Ain't No Crime to be Stupid (Mr. Elk and Mr. Seal)
19. Life's a Gas (ショッカビリー)
20. Pile Up All Architecture (ショッカビリー)
21. Gwar Theme (GWAR)
22. Time For Death (GWAR)